# Upleta
Upleta är en ort i Indien.   Den ligger i distriktet Rājkot och delstaten Gujarat, i den västra delen av landet, 1 000 km sydväst om huvudstaden New Delhi. Upleta ligger 43 meter över havet och antalet invånare är 56 354.
Terrängen runt Upleta är platt. Runt Upleta är det tätbefolkat, med 308 invånare per kvadratkilometer. Närmaste större samhälle är Dhorāji, 17,3 km öster om Upleta. Omgivningarna runt Upleta är en mosaik av jordbruksmark och naturlig växtlighet.